# Imre Garaba
Imre Garaba (ur. 29 lipca 1958 w Vácu) – piłkarz węgierski grający na pozycji obrońcy.

## Kariera piłkarska
W Reprezentacji Węgier w latach 1980–1991 zagrał 82 razy i strzelił 3 gole. Wystąpił na Mistrzostwa Świata 1982 i 1986.

## Sukcesy piłkarskie
- Mistrzostwo Węgier (1980, 1984, 1985, 1986)
- Zwycięstwo w Pucharze Węgier (1985)